# Ecurie Maarsbergen
Ecurie Maarsbergen var ett nederländskt privat formel 1-stall som tävlade i slutet av 1950-talet och början av 1960-talet. Det var adelsmannen och racerföraren Carel Godin de Beauforts privata stall.

## F1-säsonger

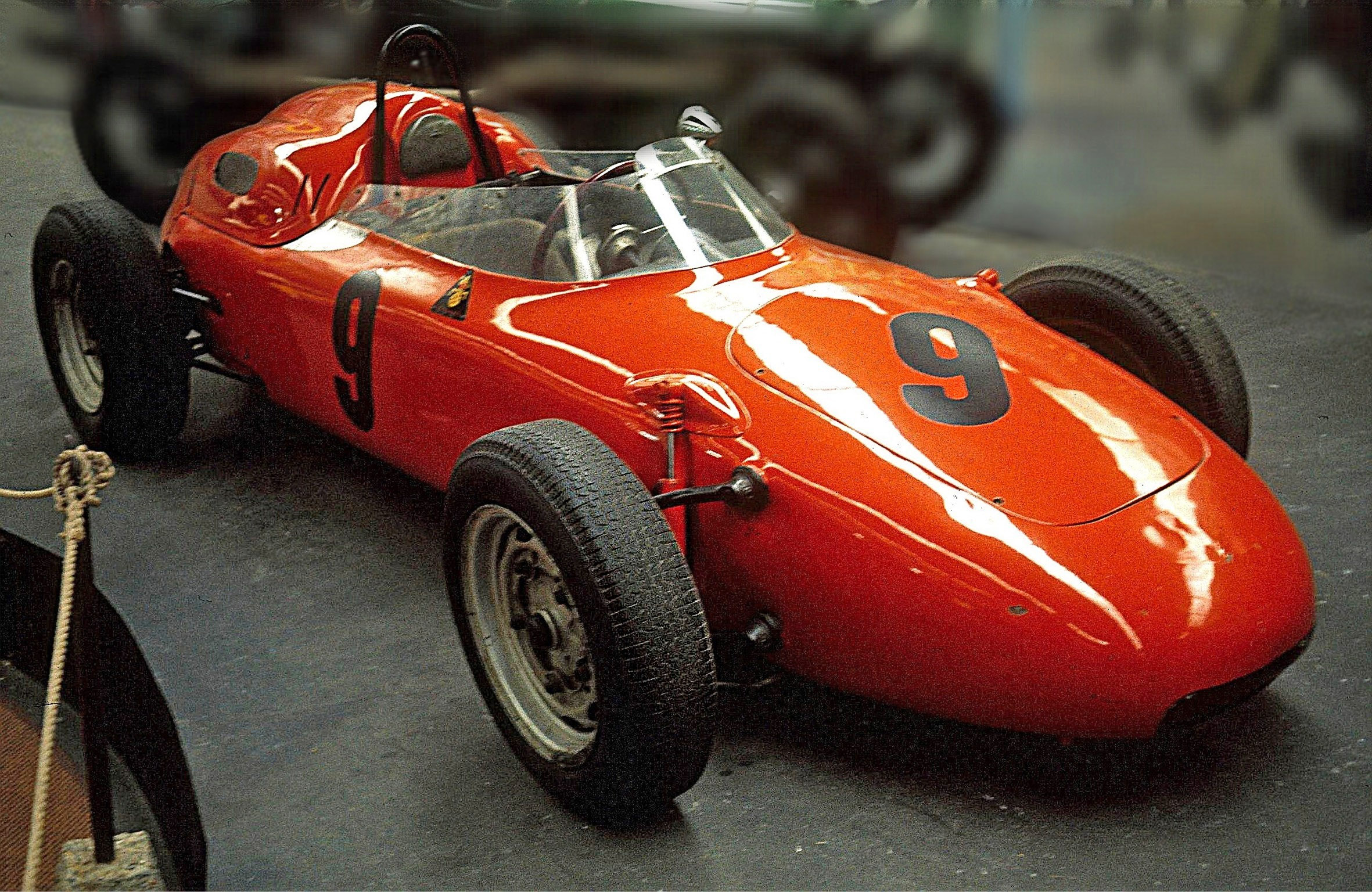
Ecurie Maarsbergens Porsche 718 i nationalfärgen orange.

| Säsong | Tävlingsnamn       | Bil             | Motor          | Däck | Poäng | VM-plac. | Förare                  | Övriga förare   |
| ------ | ------------------ | --------------- | -------------- | ---- | ----- | -------- | ----------------------- | --------------- |
| 1957   | Ecurie Maarsbergen | Porsche 550RS   | Porsche 1.5 F4 | D    | 0     | -        | Carel Godin de Beaufort |                 |
| 1958   | Ecurie Maarsbergen | Porsche 718 RSK | Porsche 1.5 F4 | D    | 0     | -        | Carel Godin de Beaufort |                 |
| 1959   | Ecurie Maarsbergen | Porsche 718 RSK | Porsche 1.5 F4 | D    | 0     | -        | Carel Godin de Beaufort |                 |
| 1960   | Ecurie Maarsbergen | Cooper T51      | Climax 2.5 L4  | D    | 0     | (1:a)    | Carel Godin de Beaufort |                 |
| 1961   | Ecurie Maarsbergen | Porsche 718     | Porsche 1.5 F4 | D    | 0     | (3:a)    | Carel Godin de Beaufort | Hans Herrmann   |
| 1962   | Ecurie Maarsbergen | Porsche 718     | Porsche 1.5 F4 | D    | 2     | (5:a)    | Carel Godin de Beaufort |                 |
| 1962   | Ecurie Maarsbergen | Porsche 787     | Porsche 1.5 F4 | D    | 2     | (5:a)    |                         | Ben Pon         |
| 1962   | Ecurie Maarsbergen | Emeryson 1004   | Climax 1.5 L4  | D    | 0     | (9:a)    |                         | Wolfgang Seidel |
| 1963   | Ecurie Maarsbergen | Porsche 718     | Porsche 1.5 F4 | D    | 2     | (7:a)    | Carel Godin de Beaufort | Gerhard Mitter  |
| 1964   | Ecurie Maarsbergen | Porsche 718     | Porsche 1.5 F4 | D    | 0     | (9:a)    | Carel Godin de Beaufort |                 |